# Sfântul Laurențiu

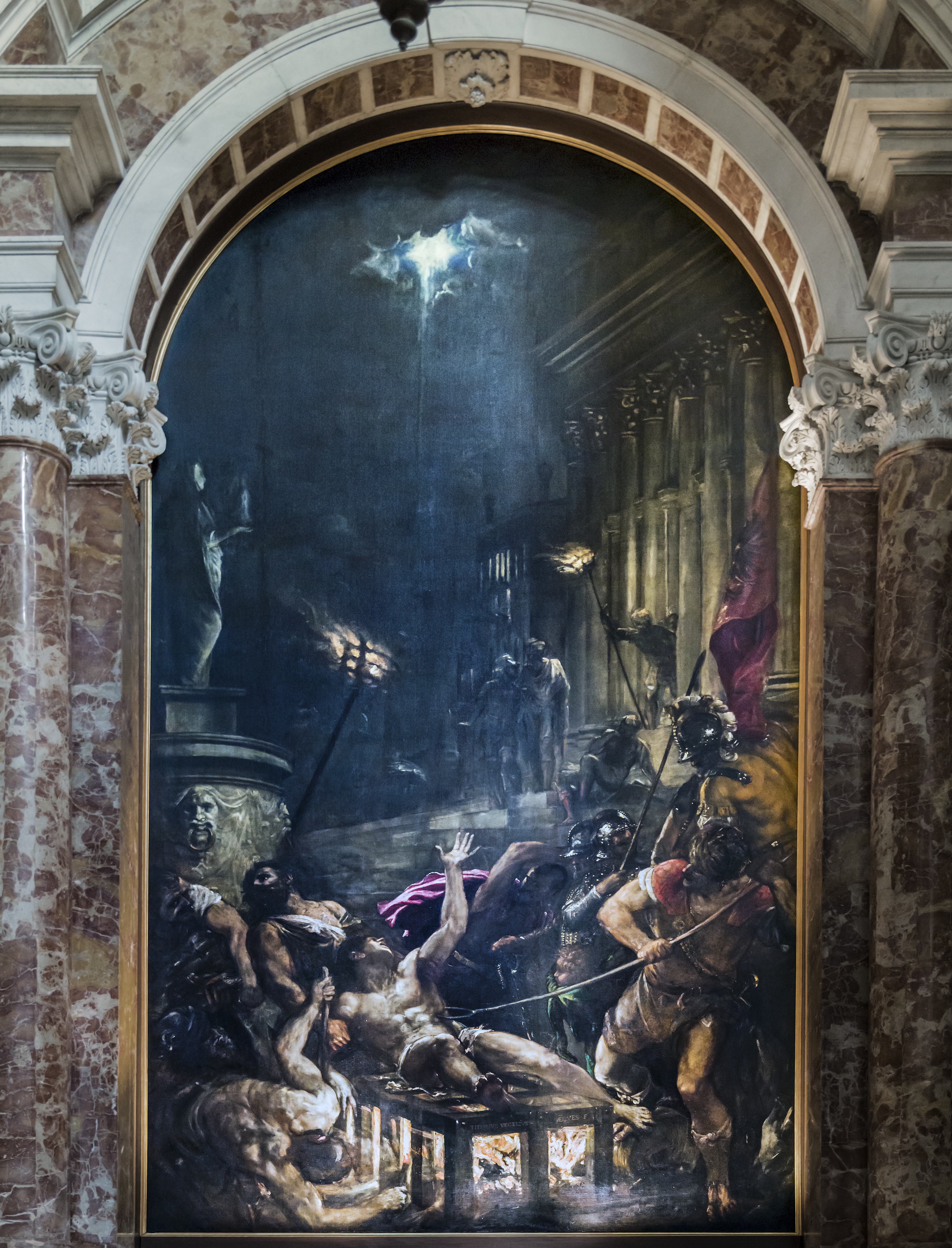
Martiriul sfântului Laurențiu, pictură de Tițian

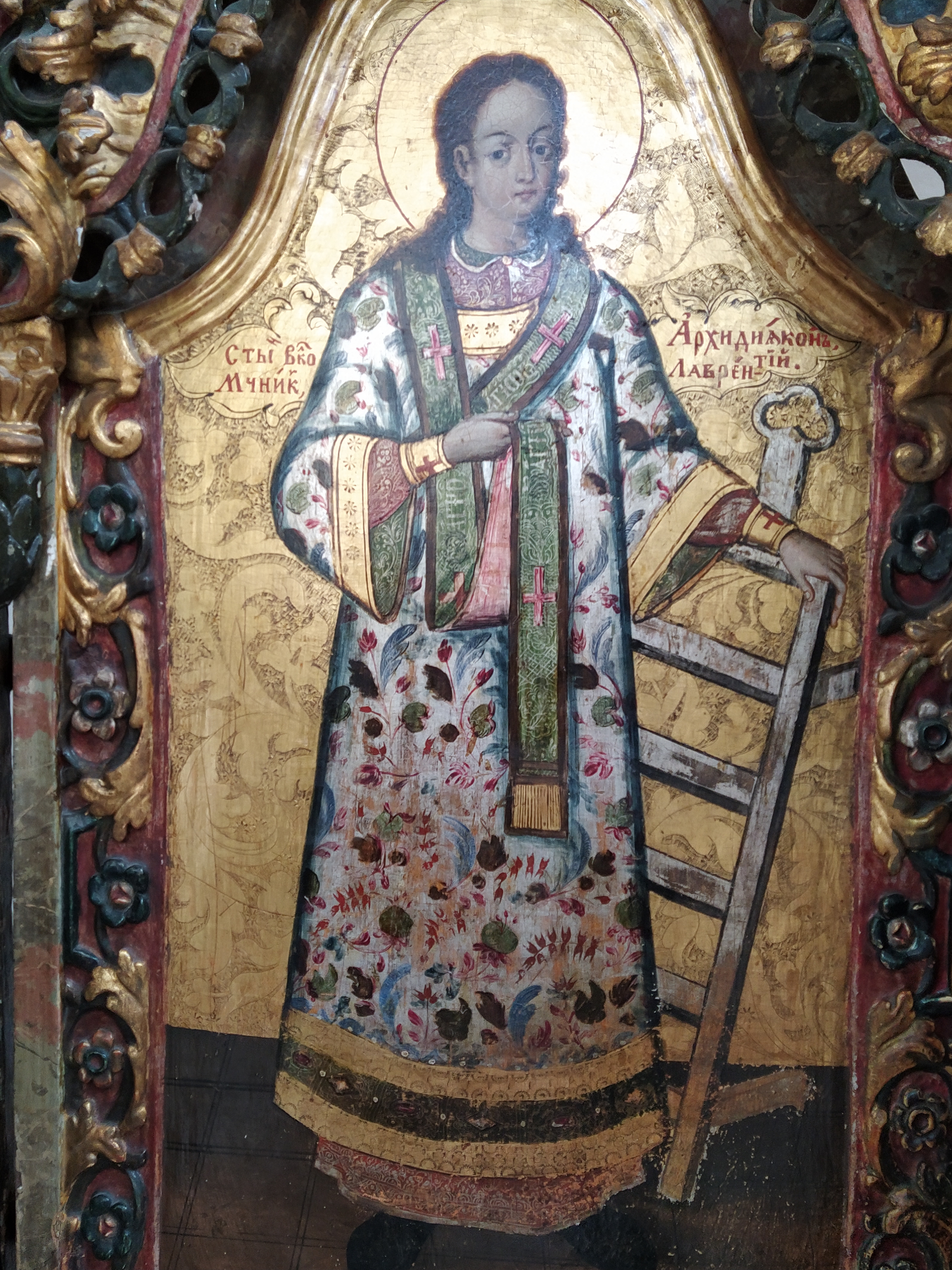
Arhidiaconul Laurențiu, iconostasul Catedralei din Blaj, secolul al XVIII-lea

Sfântul Laurențiu, uneori Laurențiu de Roma, (n. 31 decembrie 225 d.Hr., Osca⁠(d), Hispania⁠(d), Imperiul Roman – d. 10 august 258 d.Hr., Roma, Imperiul Roman) a fost un arhidiacon martir creștin. 

## Iconografie
Sfântul Laurențiu este reprezentat de regulă fără barbă, în veșminte de diacon, uneori cu o cruce în mâna dreaptă și o carte în mâna stângă. Atributul său iconografic este grătarul pe care a fost ars de viu. Cea mai veche reprezentare cunoscută este mozaicul din secolul al V-lea din Mausoleul Gallei Placidia⁠(en)[traduceți] din Ravenna.

## Sărbători
- în calendarul creștin ortodox: 10 august, împreună cu papa Sixt
- în calendarul greco-catolic: 10 august, împreună cu papa Sixt
- în calendarul romano-catolic: 10 august
- în calendarul luteran: 10 august
- în calendarul anglican: 10 august

## Patronaje
- Bazilica Sfântul Laurențiu, Roma
- Biserica romano-catolică din Episcopia Bihor